# Estonia na Zimowych Igrzyskach Olimpijskich Młodzieży 2012
Estonię na Zimowych Igrzyskach Olimpijskich Młodzieży 2012, które odbywały się w Innsbrucku reprezentowało 17 zawodników.

## Skład reprezentacji Estonii

### Biathlon
Chłopcy
| Zawodnik    | Konkurencja    | Bieg    | Bieg       | Miejsce |
| Zawodnik    | Konkurencja    | Czas    | Strzelanie | Miejsce |
| ----------- | -------------- | ------- | ---------- | ------- |
| Rene Zahkna | Sprint         | 19:43.0 | 0+1        |         |
| Rene Zahkna | Bieg pościgowy | 28:52.6 | 0+2+1+1    |         |
| Tarvi Sikk  | Sprint         | 21:29.5 | 0+2        | 20.     |
| Tarvi Sikk  | Bieg pościgowy | 33:42.6 | 1+1+5+2    | 34.     |

Dziewczęta
| Zawodnik       | Konkurencja    | Bieg    | Bieg       | Miejsce |
| Zawodnik       | Konkurencja    | Czas    | Strzelanie | Miejsce |
| -------------- | -------------- | ------- | ---------- | ------- |
| Meril Beilmann | Sprint         | 19:46.6 | 0+3        | 21.     |
| Meril Beilmann | Bieg pościgowy | 32:00.3 | 3+0+2+1    | 21.     |
| Maarja Maranik | Sprint         | 19:58.7 | 2+1        | 25.     |
| Maarja Maranik | Bieg pościgowy | 34:22.9 | 2+3+2+2    | 33.     |

Sztafeta mieszana
| Zawodnicy                                            | Konkurencja       | Bieg      | Bieg       | Miejsce |
| Zawodnicy                                            | Konkurencja       | Czas      | Strzelanie | Miejsce |
| ---------------------------------------------------- | ----------------- | --------- | ---------- | ------- |
| Maarja Maranik Meril Beilmann Tarvi Sikk Rene Zahkna | Sztafeta mieszana | 1:17:29.3 | 4+18       | 8.      |

### Biegi narciarskie
Chłopcy
| Zawodnik         | Konkurencja   | Kwalifikacje | Kwalifikacje | Ćwierćfinał | Ćwierćfinał | Półfinał      | Półfinał      | Finał         | Finał         |
| Zawodnik         | Konkurencja   | Wynik        | Miejsce      | Wynik       | Miejsce     | Wynik         | Miejsce       | Wynik         | Miejsce       |
| ---------------- | ------------- | ------------ | ------------ | ----------- | ----------- | ------------- | ------------- | ------------- | ------------- |
| Andreas Veerpalu | Sprint        | 1:47.87      | 20. Q        | 1:48.0      | 3.          | Nie awansował | Nie awansował | Nie awansował | Nie awansował |
| Andreas Veerpalu | Bieg na 10 km |              |              |             |             |               |               | 30:42.2       | 8.            |

Dziewczęta
| Zawodnik     | Konkurencja  | Kwalifikacje | Kwalifikacje | Ćwierćfinał | Ćwierćfinał | Półfinał       | Półfinał       | Finał          | Finał          |
| Zawodnik     | Konkurencja  | Wynik        | Miejsce      | Wynik       | Miejsce     | Wynik          | Miejsce        | Wynik          | Miejsce        |
| ------------ | ------------ | ------------ | ------------ | ----------- | ----------- | -------------- | -------------- | -------------- | -------------- |
| Kelly Vainlo | Sprint       | 2:11.62      | 30. Q        | 2:07.3      | 5.          | Nie awansowała | Nie awansowała | Nie awansowała | Nie awansowała |
| Kelly Vainlo | Bieg na 5 km |              |              |             |             |                |                | 16:40.1        | 21.            |

Sztafeta mieszana z biathlonem
| Zawodnik                                                 | Konkurencja       | Bieg      | Bieg       | Miejsce |
| Zawodnik                                                 | Konkurencja       | Czas      | Strzelanie | Miejsce |
| -------------------------------------------------------- | ----------------- | --------- | ---------- | ------- |
| Meril Beilmann Kelly Vainlo Rene Zahkna Andreas Veerpalu | Sztafeta mieszana | 1:06:37.7 | 0+4        | 8.      |

### Curling

#### Miksty
| Czwarty/-a       | Trzeci/-a     | Drugi/-a    | Otwierający/-a |
| ---------------- | ------------- | ----------- | -------------- |
| Robert-Kent Päll | Marie Turmann | Sander Rõuk | Kerli Zirk     |

##### Klasyfikacja
| #  | Kraj              | W | P |
| -- | ----------------- | - | - |
| 1  | Szwajcaria        | 9 | 1 |
| 2  | Włochy            | 6 | 4 |
| 3  | Kanada            | 7 | 3 |
| 4  | Szwecja           | 7 | 3 |
| 5  | Stany Zjednoczone | 7 | 1 |
| 6  | Czechy            | 4 | 4 |
| 7  | Japonia           | 4 | 4 |
| 8  | Norwegia          | 4 | 5 |
| 9  | Chiny             | 3 | 5 |
| 10 | Wielka Brytania   | 3 | 4 |
| 11 | Rosja             | 3 | 4 |
| 12 | Korea Południowa  | 2 | 5 |
| 13 | Nowa Zelandia     | 2 | 5 |
| 14 | Austria           | 2 | 5 |
| 15 | Niemcy            | 1 | 6 |
| 16 | Estonia           | 1 | 6 |

| Grupa niebieska | Grupa niebieska   | Grupa niebieska | Grupa niebieska |
| #               | Kraj              | W               | P               |
| --------------- | ----------------- | --------------- | --------------- |
| 1               | Stany Zjednoczone | 7               | 0               |
| 2               | Szwajcaria        | 6               | 1               |
| 3               | Czechy            | 4               | 3               |
| 4               | Chiny             | 3               | 4               |
|                 | Norwegia          | 3               | 4               |
| 6               | Korea Południowa  | 2               | 5               |
| 7               | Nowa Zelandia     | 2               | 5               |
| 8               | Estonia           | 1               | 6               |

##### Round Robin
| Tor | Kraj | Kraj              | 1 | 2 | 3 | 4 | 5 | 6 | 7 | 8 | Ogółem |
| C   |      | Estonia           | 0 | 0 | 0 | 0 | 1 | 0 | x | x | 1      |
| C   |      | Stany Zjednoczone | 2 | 2 | 1 | 4 | 0 | 1 | x | x | 10     |

| Tor | Kraj | Kraj    | 1 | 2 | 3 | 4 | 5 | 6 | 7 | 8 | Ogółem |
| D   |      | Czechy  | 0 | 2 | 0 | 2 | 0 | 3 | 2 | x | 9      |
| D   |      | Estonia | 2 | 0 | 1 | 0 | 1 | 0 | 0 | x | 4      |

| Tor | Kraj | Kraj       | 1 | 2 | 3 | 4 | 5 | 6 | 7 | 8 | Ogółem |
| A   |      | Szwajcaria | 1 | 3 | 3 | 3 | 2 | 0 | x | x | 12     |
| A   |      | Estonia    | 0 | 0 | 0 | 0 | 0 | 1 | x | x | 1      |

| Tor | Kraj | Kraj          | 1 | 2 | 3 | 4 | 5 | 6 | 7 | 8 | Ogółem |
| B   |      | Nowa Zelandia | 0 | 2 | 0 | 2 | 2 | 0 | 0 | 1 | 7      |
| B   |      | Estonia       | 1 | 0 | 1 | 0 | 0 | 1 | 3 | 0 | 6      |

| Tor | Kraj | Kraj             | 1 | 2 | 3 | 4 | 5 | 6 | 7 | 8 | Ogółem |
| D   |      | Estonia          | 2 | 0 | 1 | 0 | 0 | 1 | 1 | 2 | 7      |
| D   |      | Korea Południowa | 0 | 0 | 0 | 3 | 2 | 0 | 0 | 0 | 5      |

| Tor | Kraj | Kraj    | 1 | 2 | 3 | 4 | 5 | 6 | 7 | 8 | Ogółem |
| C   |      | Chiny   | 0 | 2 | 0 | 2 | 1 | 0 | 0 | 2 | 7      |
| C   |      | Estonia | 0 | 0 | 2 | 0 | 0 | 0 | 1 | 0 | 3      |

17 stycznia
| Tor | Kraj | Kraj     | 1 | 2 | 3 | 4 | 5 | 6 | 7 | 8 | Ogółem |
| B   |      | Estonia  | 2 | 0 | 1 | 0 | 0 | 0 | x | x | 3      |
| B   |      | Norwegia | 0 | 1 | 0 | 2 | 2 | 3 | x | x | 8      |

#### Pary mieszane
| Drużyna | Kobieta       | Mężczyzna        | Rezultat |
| ------- | ------------- | ---------------- | -------- |
| 8       | Marie Turmann | Alessandro Zoppi | Runda 1  |
| 9       | Elena Stern   | Sander Rõuk      | Runda 1  |
| 21      | Emily Gray    | Robert-Kent Päll | Runda 1  |
| 28      | Kerli Zirk    | Rasmus Wranå     | Runda 2  |

Runda 1
| Tor | Drużyna | Drużyna          | 1 | 2 | 3 | 4 | 5 | 6 | 7 | 8 | Ogółem |
| D   |         | Hruzova / Waskow | 0 | 5 | 1 | 1 | 1 | 1 | 1 | x | 10     |
| D   |         | Turmann / Zoppi  | 3 | 0 | 0 | 0 | 0 | 0 | 0 | x | 3      |

| Tor | Drużyna | Drużyna            | 1 | 2 | 3 | 4 | 5 | 6 | 7 | 8 | Ogółem |
| A   |         | Stern / Rõuk       | 2 | 0 | 0 | 0 | 1 | 0 | x | x | 3      |
| A   |         | Werenich / Dropkin | 0 | 2 | 1 | 4 | 0 | 6 | x | x | 13     |

| Tor | Drużyna | Drużyna              | 1 | 2 | 3 | 4 | 5 | 6 | 7 | 8 | Ogółem |
| C   |         | Gray / Päll          | 0 | 0 | 0 | 2 | 0 | 0 | 0 | x | 2      |
| C   |         | Moskalewa / Horigome | 1 | 1 | 3 | 0 | 1 | 1 | 1 | x | 8      |

| Tor | Drużyna | Drużyna             | 1 | 2 | 3 | 4 | 5 | 6 | 7 | 8 | Ogółem |
| B   |         | Haalien / Korszunow | 0 | 0 | 0 | 0 | 1 | 0 | 0 | x | 1      |
| B   |         | Zirk / Wranå        | 1 | 3 | 1 | 1 | 0 | 1 | 1 | x | 8      |

Runda 2
21 stycznia 2012
| Tor | Drużyna | Drużyna            | 1 | 2 | 3 | 4 | 5 | 6 | 7 | 8 | Ogółem |
| C   |         | Anderson / Menzies | 1 | 0 | 0 | 2 | 1 | 0 | 0 | 2 | 6      |
| C   |         | Zirk / Wranå       | 0 | 1 | 1 | 0 | 0 | 1 | 1 | 0 | 4      |

### Kombinacja norweska
Chłopcy
| Zawodnik       | Konkurencja            | Skok   | Skok    | Bieg   | Bieg       | Razem   | Razem   |
| Zawodnik       | Konkurencja            | Punkty | Pozycja | Strata | Czas biegu | Czas    | Miejsce |
| -------------- | ---------------------- | ------ | ------- | ------ | ---------- | ------- | ------- |
| Kristjan Ilves | Skocznia normalna/10km | 124.5  | 8.      | 0:52   | 26:50.9    | 27:42.9 | 7.      |

### Łyżwiarstwo figurowe
| Zawodnik                             | Konkurencja   | Program krótki | Program krótki | Program dowolny | Program dowolny | Razem | Miejsce |
| Zawodnik                             | Konkurencja   | Punkty         | Miejsce        | Punkty          | Miejsce         | Razem | Miejsce |
| ------------------------------------ | ------------- | -------------- | -------------- | --------------- | --------------- | ----- | ------- |
| Sindra Kriisa                        | Solistki      | 34.43          | 13             | 58.00           | 15              | 92.43 | 15      |
| Andrei Davodov Victoria-Laura Lohmus | Pary taneczne | 26.67          | 12             | 44.11           | 10              | 70.78 | 12      |

### Narciarstwo alpejskie
Chłopcy
| Zawodnik   | Konkurencja     | Wyniki  | Wyniki            | Wyniki            | Wyniki            |
| Zawodnik   | Konkurencja     | Runda 1 | Runda 2           | Razem             | Miejsce           |
| ---------- | --------------- | ------- | ----------------- | ----------------- | ----------------- |
| Tonis Luik | Slalom          | 42.45   | 40.97             | 1:23.42           | 14.               |
| Tonis Luik | Slalom gigant   | 1:55.52 | 59.72             | 55.80             | 9.                |
| Tonis Luik | Supergigant     |         |                   | 1:09.00           | 28.               |
| Tonis Luik | Superkombinacja | 1.06.98 | Zdyskwalifikowany | Zdyskwalifikowany | Zdyskwalifikowany |

Dziewczęta
| Zawodnik   | Konkurencja     | Wyniki        | Wyniki        | Wyniki        | Wyniki        |
| Zawodnik   | Konkurencja     | Runda 1       | Runda 2       | Razem         | Miejsce       |
| ---------- | --------------- | ------------- | ------------- | ------------- | ------------- |
| Triin Tobi | Slalom          | 46.74         | 42.73         | 1:29.47       | 14.           |
| Triin Tobi | Slalom gigant   | 1:03.49       | 1:03.18       | 2:06.67       | 27.           |
| Triin Tobi | Supergigant     |               |               | Nie ukończyła | Nie ukończyła |
| Triin Tobi | Superkombinacja | Nie ukończyła | Nie ukończyła | Nie ukończyła | Nie ukończyła |

### Skoki narciarskie
Chłopcy
| Zawodnik   | Konkurencja   | Runda 1   | Runda 1 | Runda 2   | Runda 2 | Razem  | Razem   |
| Zawodnik   | Konkurencja   | Odległość | Punkty  | Odległość | Punkty  | Punkty | Miejsce |
| ---------- | ------------- | --------- | ------- | --------- | ------- | ------ | ------- |
| Rauno Loit | Indywidualnie | 65.5 m    | 103.5   | 65.5 m    | 105.5   | 207.0  | 13.     |